# 知念大成
知念 大成（ちねん たいせい、2000年4月27日 - ）は、沖縄県出身のプロ野球選手（外野手）。左投左打。オイシックス新潟アルビレックス・ベースボール・クラブ所属。

## 経歴

### プロ入り前
2歳上の兄が野球をしていたことをきっかけに幼年期からボールに触れていた。小学生時代は学童軟式野球チームのみんとんBBCでプレーし、左投げであることから投手と外野手を兼任した。南城市立玉城中学校の軟式野球部ではバッティング練習のしすぎで肋骨の疲労骨折などの怪我をしてきたものの、県大会優勝を経験している。
沖縄尚学高等学校では最速150km/hに迫る速球を武器に投手として活躍したが、3年間で甲子園大会出場はなかった。1学年上に砂川リチャード、岡留英貴がいた。
高校卒業後は沖縄電力へ入社。1年目の2019年は投手と外野手を兼務し、投手として日本選手権登板を経験。その後は完全に外野手に転向して計5年間在籍したが、「どうしてもプロに行きたい」という思いから、周囲の反対を押し切り2023年オフに退社した。

### オイシックス時代
2023年11月27日、翌2024年からイースタン・リーグに新規参入するオイシックス新潟アルビレックス・ベースボール・クラブへの入団が発表された。背番号は24。入団会見時には来季の目標として、自分の持っている力を最大限に出し、究極というものを超えてチームにひとつでも多く貢献できるように、また、野球を通じて新潟県を熱く盛り上げたいとの思いから「究極」という言葉を色紙に書いた。
2024年は1年目から外野のレギュラーに定着。特に6月は打率.364、2本塁打と好調で、ファーム月間MVPを受賞した。最終的な打率は.323（この年規定打席到達者ではリーグ唯一の三割打者）で、NPB登録外選手ながらイースタン・リーグ首位打者に輝いた。このほか、安打、三塁打もリーグ1位で、長打率もリーグ2位を記録する活躍で、複数球団から調査書が届いたが、指名には至らなかった。NPB AWARDSでは、イースタン・リーグの優秀選手賞にも選出された。

## 選手としての特徴
50mは5秒8の俊足、投手として最速151km/hを計測した強肩、打球速度が最速176km/hといった身体能力の持ち主。思い切りのいいスイングが魅力。走塁面はオイシックス監督の橋上秀樹より、「今は走塁にしてもイチかバチかになってしまう、いい時はいいけど、悪い時はその反対」と指摘されているが、外野守備は「見えないファインプレーも多いんですよ。外野手としては理想的な走り方をしていますし」と高く評価されている。

## 人物
ニックネームは「ハッスルシーサー」。好きな食べ物は天ぷら、ちんすこう。

## 詳細情報

### タイトル
- イースタン・リーグ首位打者賞：1回（2024年[20]）

### 表彰
- フレッシュオールスターゲーム最優秀選手賞（MVP）：1回（2025）

### 背番号
- 24（2024年）
- 00（2025年 - ）